# Senegalia macbridei
Senegalia macbridei là một loài thực vật có hoa trong họ Đậu. Loài này được (Britton & Rose ex J.F. Macbr.) Seigler & Ebinger mô tả khoa học đầu tiên năm 2006.